# GM대우 칼로스
GM대우 칼로스(GM Daewoo Kalos)는 대우자동차에서 2002년 5월 2일에 출시한 소형 승용차이다.

## 1세대(T200/T250)

### 칼로스(2002년5월~2007년10월)

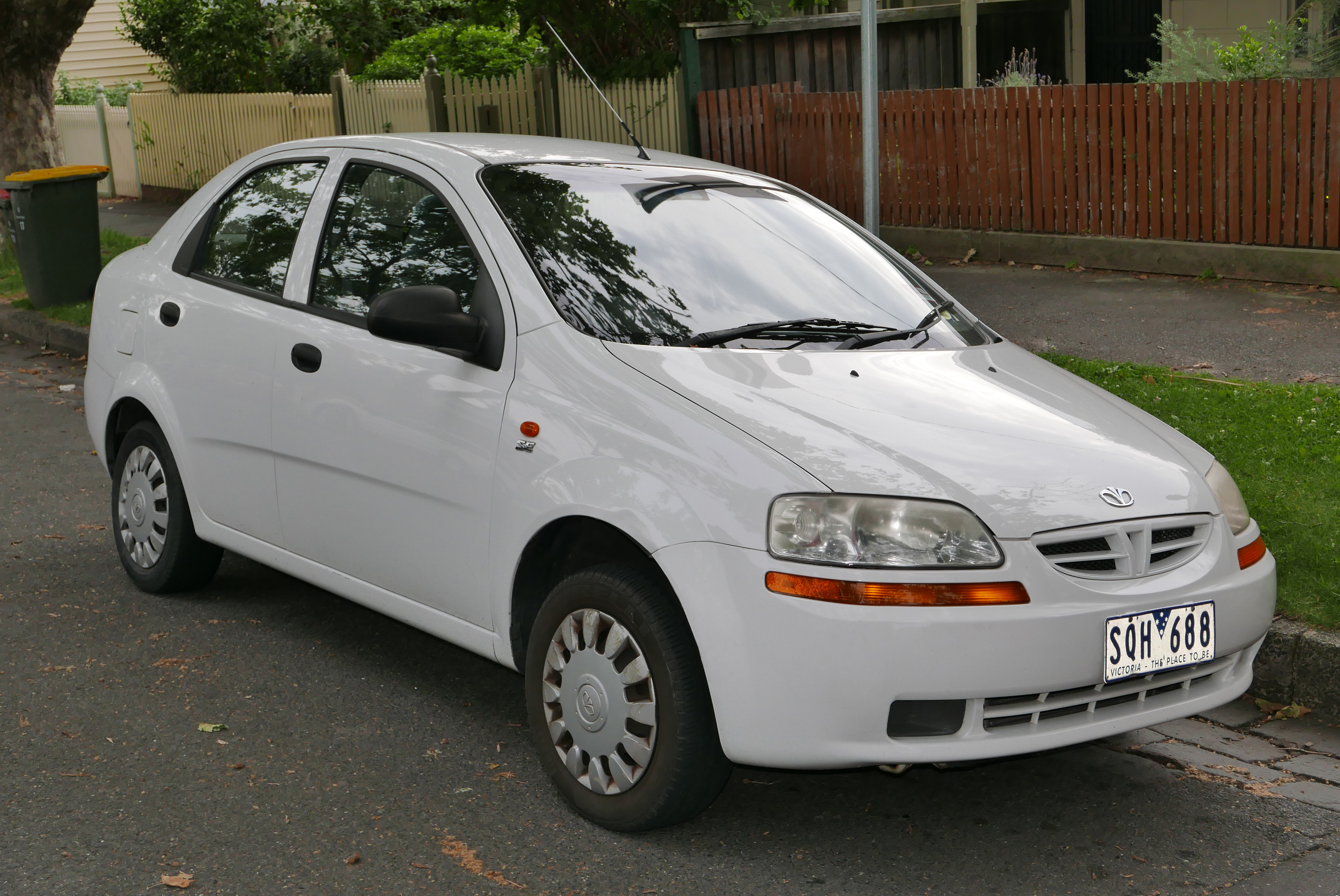
GM대우 칼로스 정측면

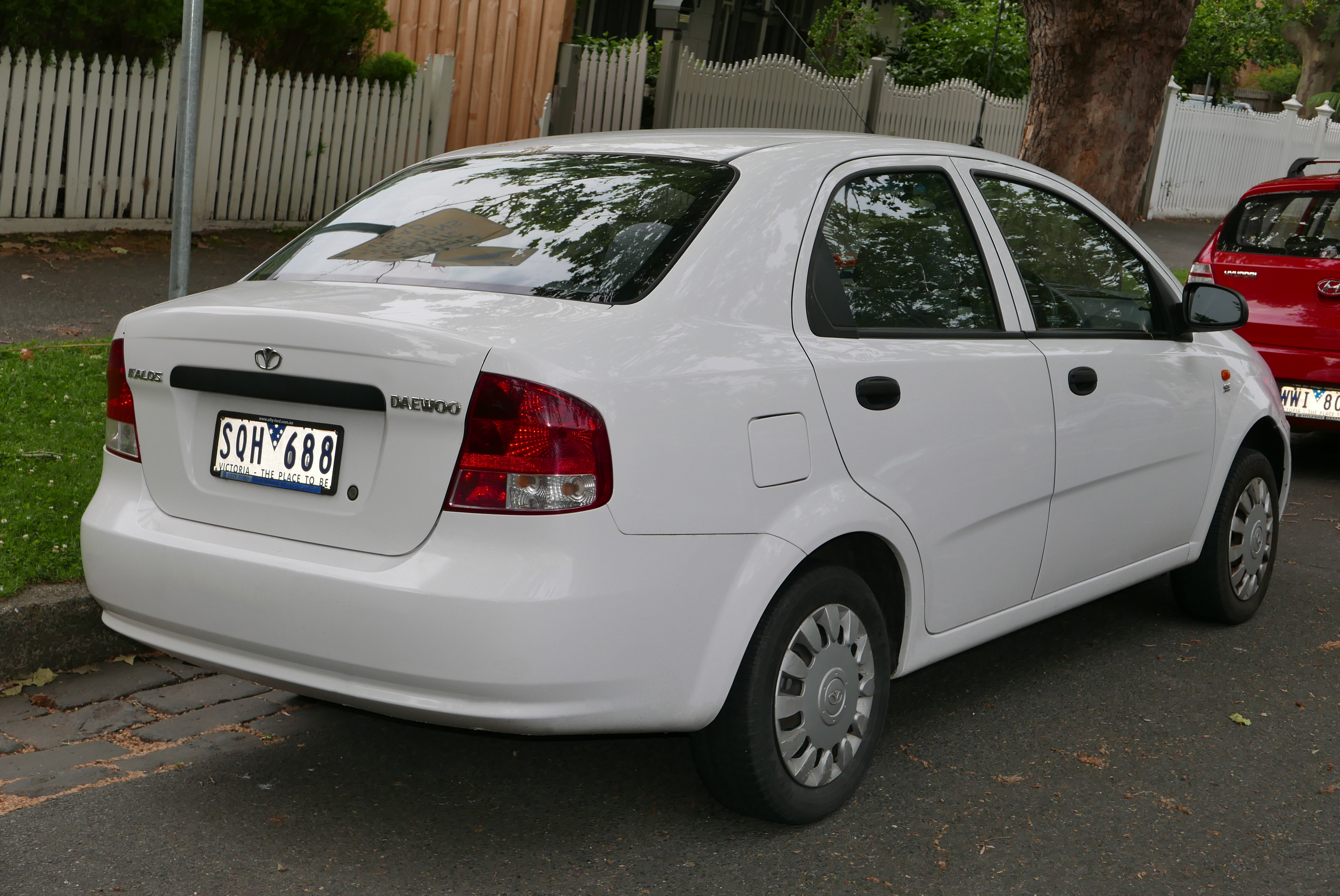
GM대우 칼로스 후측면

라노스의 후속 차종으로, 4도어 세단인 칼로스와 5도어 해치백인 칼로스 V로 나뉜다. 차명인 칼로스는 그리스어로 '아름답다'를 뜻한다. 개발 당시에는 차체를 라노스의 플랫폼을 개량하여 활용하자는 의견과 마티즈의 플랫폼을 늘려서 활용하자는 의견이 나왔는데, 최종적으로 후자가 채택되었다. 초기에는 1,500cc SOHC 엔진만 탑재되었으나, 이후 칼로스 V에는 1,200cc 엔진이 추가되었다. 2003년 11월 1일에는 출시된지 1년 6개월 만에 페이스 리프트를 거친 뉴 칼로스가 출시되었다. 대한민국산 자동차의 2004년 연간 수출 실적에서 칼로스는 207,858대가 수출되어 1위를 기록하였다. 2005년 9월에는 4도어 세단이 마이너 체인지를 거쳐 젠트라라는 새로운 차명으로 출시되었고, 4도어 세단이 젠트라로 대체됨에 따라 5도어 해치백은 칼로스 V에서 칼로스로 차명이 변경되었다. 2006년 8월 1일에 1,600cc 엔진과 3도어 해치백이 추가되었다. 2007년 10월에 3도어/5도어 해치백이 페이스리프트를 거쳐 젠트라 X라는 차명으로 출시됨에 따라 칼로스는 단종되었다.

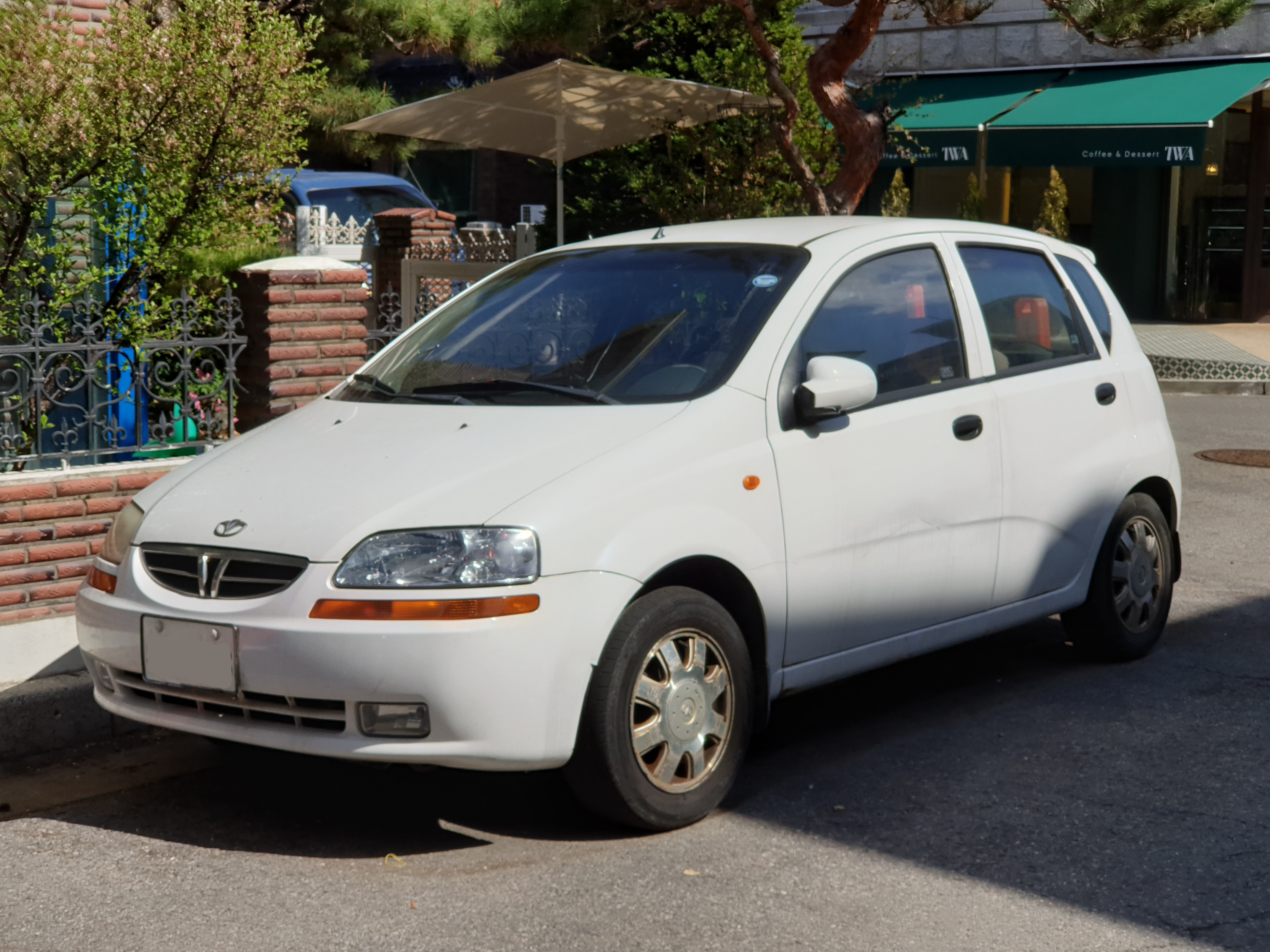
GM대우 칼로스 V 정측면
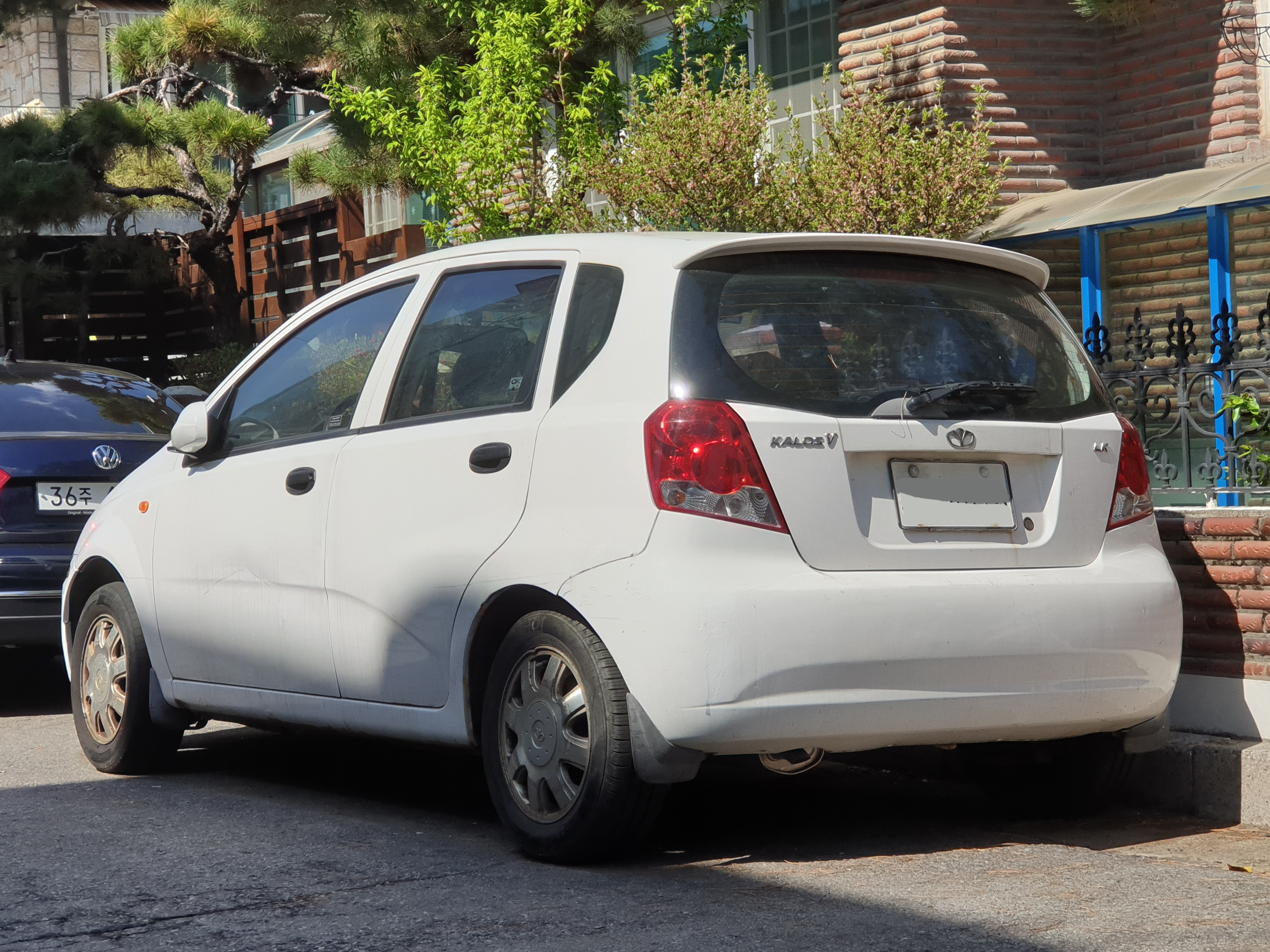
GM대우 칼로스 V 후측면
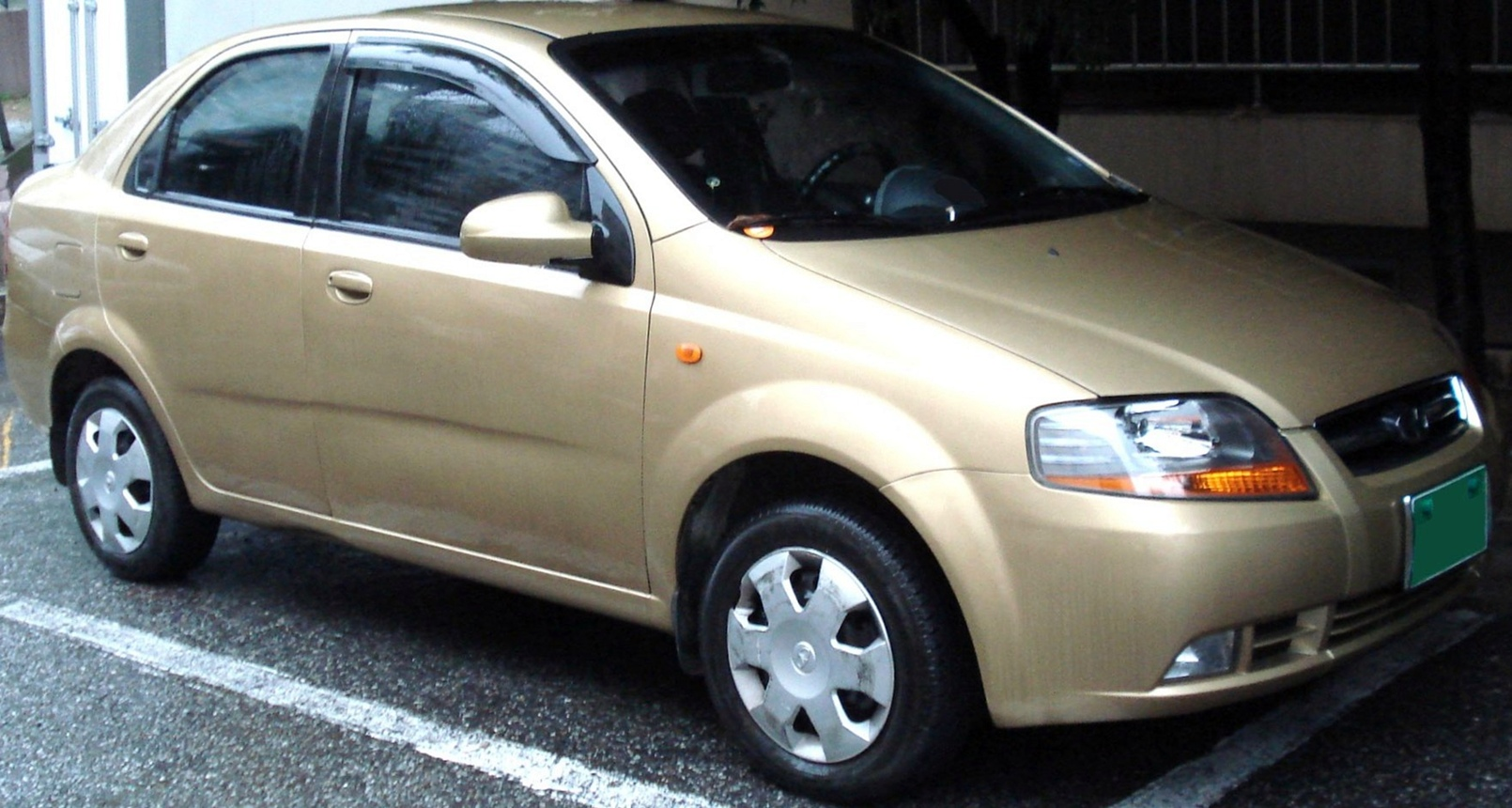
GM대우 뉴 칼로스 정측면
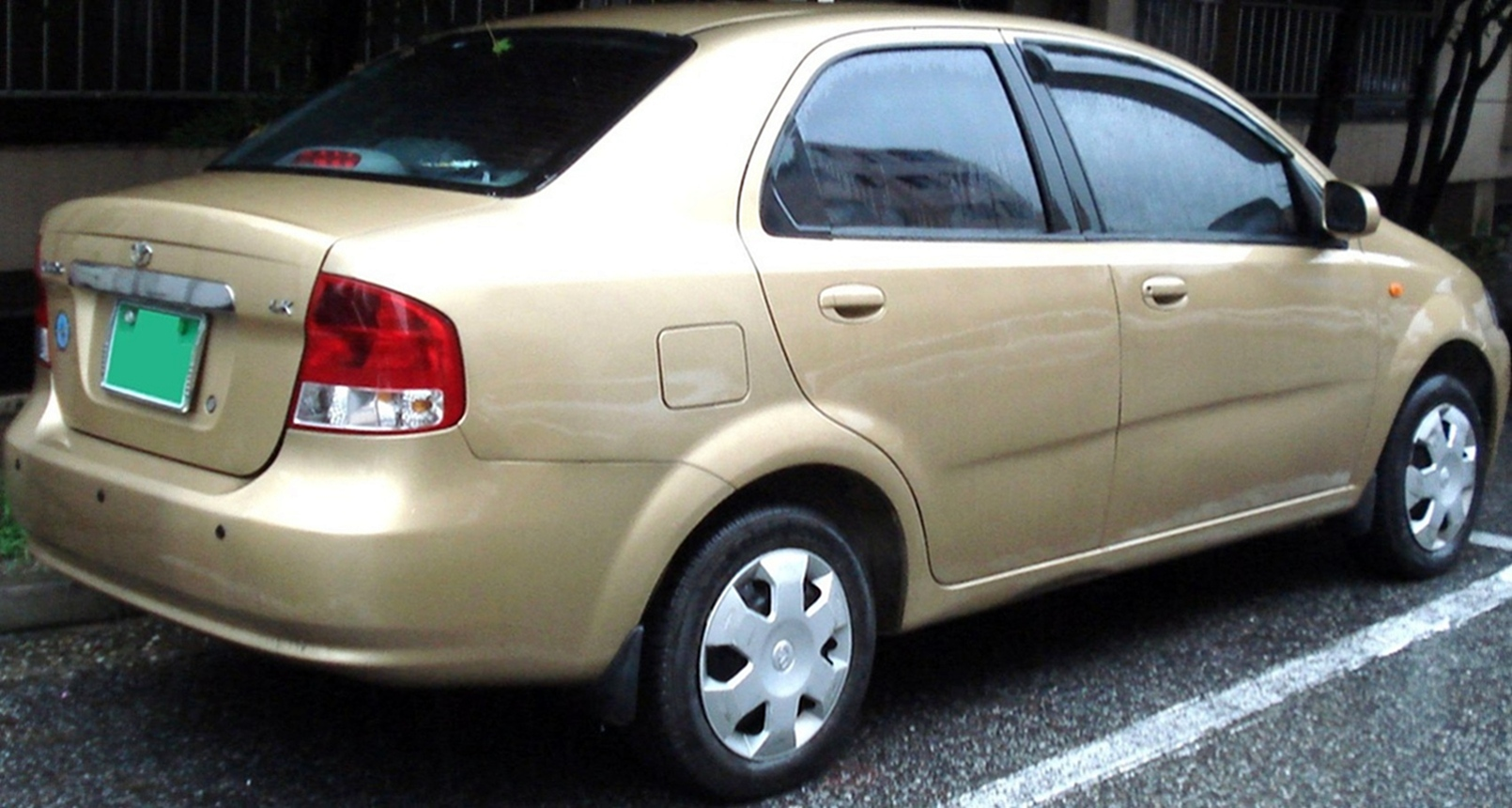
GM대우 뉴 칼로스 후측면
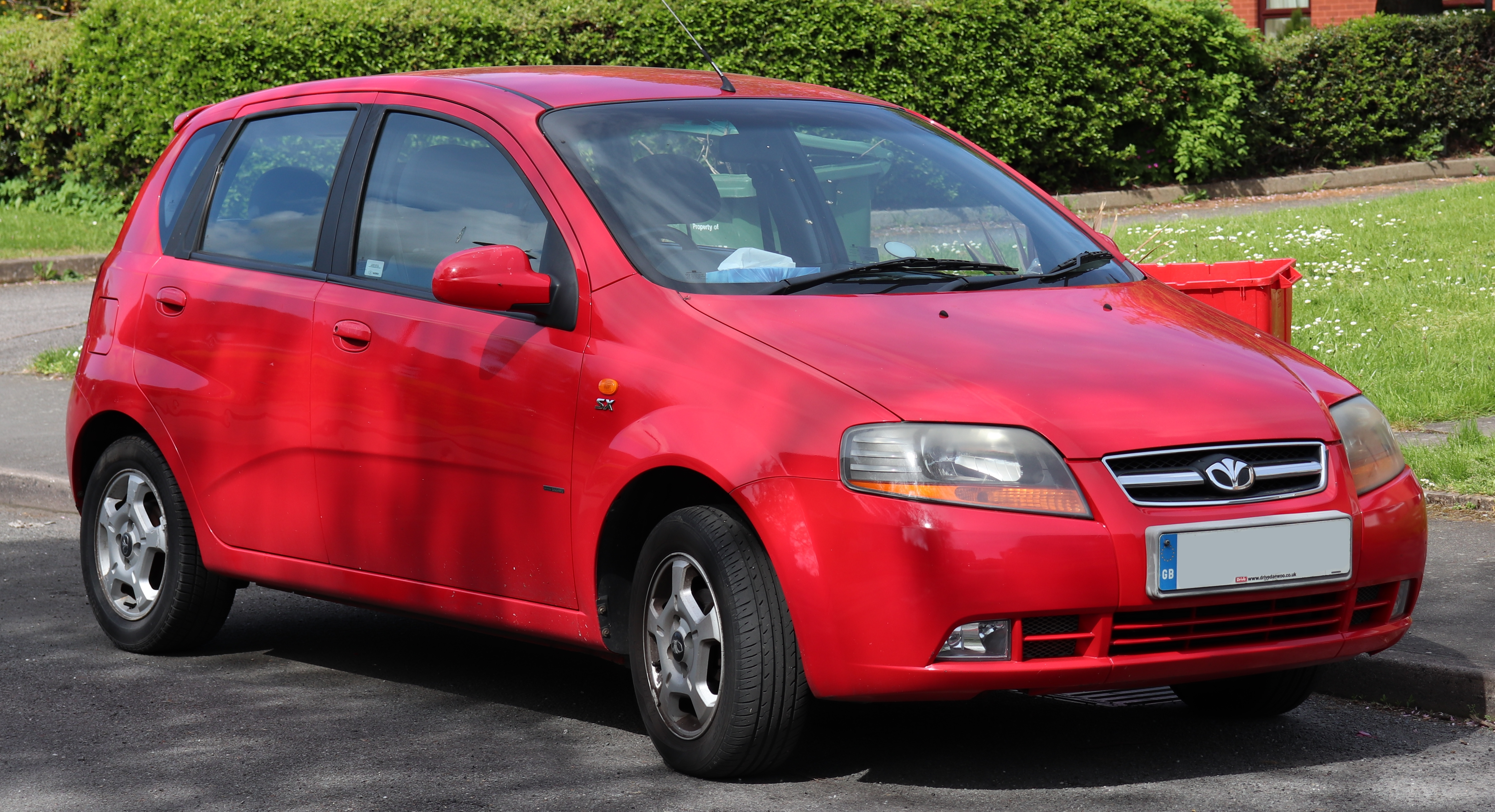
GM대우 뉴 칼로스 V 정측면
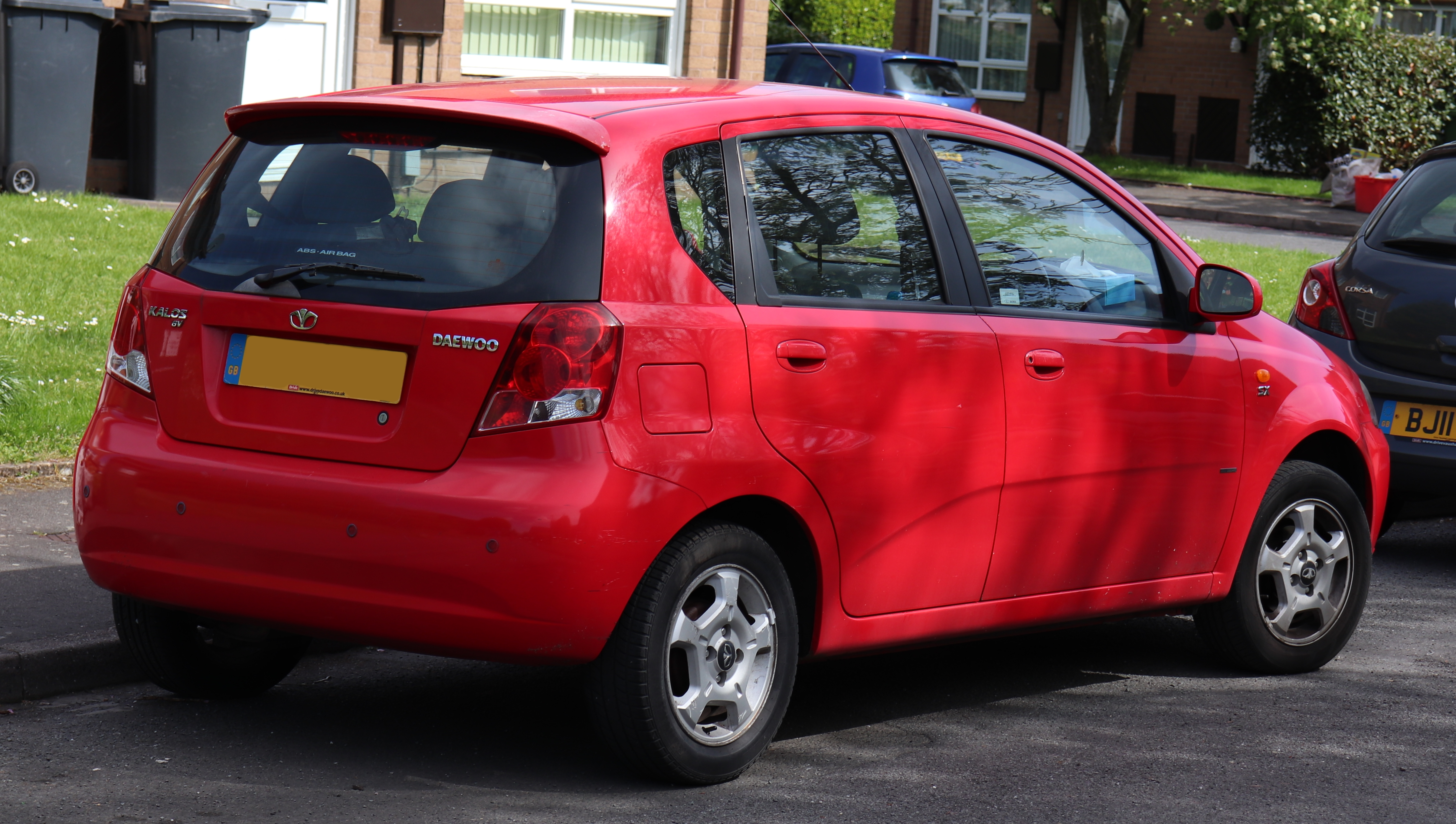
GM대우 뉴 칼로스 V 후측면

| 구분                 | 칼로스(4도어) 1.5L SOHC                                                       | 칼로스 V(5도어) 1.2L SOHC                                                     | 칼로스 V(5도어) 1.5L SOHC                                                     | 뉴 칼로스(4도어) 1.5L SOHC     | 뉴 칼로스 V(5도어) 1.2L SOHC   | 뉴 칼로스 V(5도어) 1.5L SOHC   | 뉴 칼로스 V(3도어/5도어) 1.6L DOHC |
| -------------------- | ----------------------------------------------------------------------------- | ----------------------------------------------------------------------------- | ----------------------------------------------------------------------------- | ------------------------------ | ------------------------------ | ------------------------------ | ---------------------------------- |
| 전장 (mm)            | 4,235                                                                         | 3,880                                                                         | 3,880                                                                         | 4,250                          | 3,895                          | 3,895                          | 3,895                              |
| 전폭 (mm)            | 1,670                                                                         | 1,670                                                                         | 1,670                                                                         | 1,670                          | 1,670                          | 1,670                          | 1,670                              |
| 전고 (mm)            | 1,495                                                                         | 1,495                                                                         | 1,495                                                                         | 1,495                          | 1,495                          | 1,495                          | 1,495                              |
| 축거 (mm)            | 2,480                                                                         | 2,480                                                                         | 2,480                                                                         | 2,480                          | 2,480                          | 2,480                          | 2,480                              |
| 윤거 (전, mm)        | 1,450                                                                         | 1,450                                                                         | 1,450                                                                         | 1,450                          | 1,450                          | 1,450                          | 1,450                              |
| 윤거 (후, mm)        | 1,410                                                                         | 1,410                                                                         | 1,410                                                                         | 1,410                          | 1,410                          | 1,410                          | 1,410                              |
| 승차 정원            | 5명                                                                           | 5명                                                                           | 5명                                                                           | 5명                            | 5명                            | 5명                            | 5명                                |
| 변속기               | 수동 5단 자동 4단                                                             | 수동 5단 자동 4단                                                             | 수동 5단 자동 4단                                                             | 수동 5단 자동 4단              | 수동 5단 자동 4단              | 수동 5단 자동 4단              | 수동 5단 자동 4단                  |
| 서스펜션 (전/후)     | 맥퍼슨 스트럿/토션 빔                                                         | 맥퍼슨 스트럿/토션 빔                                                         | 맥퍼슨 스트럿/토션 빔                                                         | 맥퍼슨 스트럿/토션 빔          | 맥퍼슨 스트럿/토션 빔          | 맥퍼슨 스트럿/토션 빔          | 맥퍼슨 스트럿/토션 빔              |
| 구동 형식            | 전륜 구동                                                                     | 전륜 구동                                                                     | 전륜 구동                                                                     | 전륜 구동                      | 전륜 구동                      | 전륜 구동                      | 전륜 구동                          |
| 엔진 형식            | F15S3                                                                         | B12S1                                                                         | F15S3                                                                         | F15S3                          | B12S1                          | F15S3                          | F16D                               |
| 연료                 | 가솔린                                                                        | 가솔린                                                                        | 가솔린                                                                        | 가솔린                         | 가솔린                         | 가솔린                         | 가솔린                             |
| 배기량 (cc)          | 1,498                                                                         | 1,150                                                                         | 1,498                                                                         | 1,498                          | 1,150                          | 1,498                          | 1,598                              |
| 최고 출력 (ps/rpm)   | 86/5,400                                                                      | 71/5,400                                                                      | 86/5,400                                                                      | 86/5,400                       | 71/5,400                       | 86/5,400                       | 105/6,000                          |
| 최대 토크 (kg*m/rpm) | 13.4/3,000                                                                    | 10.6/4,300                                                                    | 13.4/3,000                                                                    | 13.4/3,000                     | 10.6/4,300                     | 13.4/3,000                     | 14.7/3,400                         |
| 연비 (km/L)          | 16.3(수동 5단)/ 14.2(자동 4단) (이후 15.2(수동 5단)/ 13.3(자동 4단)으로 변경) | 18.2(수동 5단)/ 16.1(자동 4단) (이후 16.5(수동 5단)/ 14.3(자동 4단)으로 변경) | 16.3(수동 5단)/ 14.2(자동 4단) (이후 15.2(수동 5단)/ 13.3(자동 4단)으로 변경) | 15.2(수동 5단)/ 13.3(자동 4단) | 16.5(수동 5단)/ 14.3(자동 4단) | 15.2(수동 5단)/ 13.3(자동 4단) | 15.0(수동 5단)/ 12.7(자동 4단)     |

## 역대 슬로건

### 1세대
- Hi! (칼로스)
- 소형차의 세대교체 (칼로스)
- 타고난 아름다움 (칼로스 다이아몬드)
- 아름다운 열정 (뉴 칼로스)

## 트리비아
원래는 라노스와는 별개의 유럽 전략형 차종으로 판매될 예정이었지만, 계획이 바뀌어 라노스의 후속으로 출시되었다.